# بيتر لويس لي رو
بيتر لويس لي رو (بالإنجليزية: Pieter Louis Le Roux)‏ هو مبشر جنوب أفريقي، ولد في 1865 في جنوب أفريقيا، وتوفي بنفس المكان في 1943.